# Вольперт Лариса Іллівна
Лариса Іллівна Вольперт (рос. Лариса Ильинична Вольперт; ест. Larissa Volpert; 30 березня 1926, Ленінград — 1 жовтня 2017, Нью-Йорк, штат Нью-Йорк, США) — естонська, а до того радянська шахістка та літературознавець. Чемпіонка СРСР 1954, 1958 і 1959. Поділила 1-2 місця в чемпіонатах Ленінграда 1947 і 1948 років, чемпіонка Ленінграда (1964). Міжнародний гросмейстер (1978). Доктор філологічних наук, професор-емеритус кафедри російської літератури Тартуського університету.
Посіла 1 місце у чемпіонаті ЧССР 1957 року (поза конкурсом), перемогла на міжнародному турнірі в Тбілісі 1960 року.
Шахістка активного позиційного стилю.
1989 року захистила докторську дисертацію на тему: «Пушкин и психологическая традиция во французской литературе конца XVIII — первой трети XIX в.». Досліджувала творчість Пушкіна та Лермонтова, французьку літературу, взаємозв'язок російської та французької літератур.